# Рубин, Семён Самуилович
Симон Самойлович (Семён Самуилович) Рубин  (белор. Сімон Самуілавіч Рубін 16 февраля 1900 — 10 января 1985) — белорусский агроном, профессор Уманского сельскохозяйственного института.Основные труды по вопросам обработки почвы, применения удобрений, борьбы с сорняками и тому подобное.

## Биография
Родился в посёлке Радошковичи (ныне Молодечненский район, Минская область, Республика Беларусь). В 1917 году поступил в Уманское училище садоводства и земледелия. В 1920 году его оставляют для работы лаборантом, затем заведует садово-огородным хозяйством. Одновременно преподает курс общего садоводства, занимается научно-исследовательской работой. В 1930 году окончил факультет агрономии и почвоведения Московской сельскохозяйственной академии им. К. А. Тимирязева, работает доцентом кафедры агрохимии, почвоведения и земледелия в Умани.
С 1936 по 1985 год возглавлял кафедру общего земледелия, а с 1947 по 1963 — одновременно проректор по учебной и научной работе. В 1936 защитил кандидатскую, в 1945 — докторскую диссертацию. В 1946 году получил звание профессора.
Научная деятельность посвящена подбору предшественников для основных культур севооборота, структуре посевных площадей для хозяйств лесостепи различной специализации, обработке почвы под озимые и яровые культуры, борьбе с сорняками.
Автор более 400 научных трудов, из них 31 монография, учебники, другие издания.

## Признание
В 1952 году стал лауреатом Сталинской премии третьей степени, 1982 удостоен Государственной премии УССР в области науки и техники. В 1960 году ему присвоено звание заслуженного деятеля науки УССР, 1970 — звание заслуженного работника высшей школы УССР. Награждён орденом Трудового Красного Знамени, орденом «Знак Почёта», Большой золотой, двумя Большими серебряными и двумя бронзовыми медалями ВДНХ, двумя медалями имени В. Мичурина, Почетной грамотой Президиума Верховного Совета УССР.